# Aleksander Szniolis

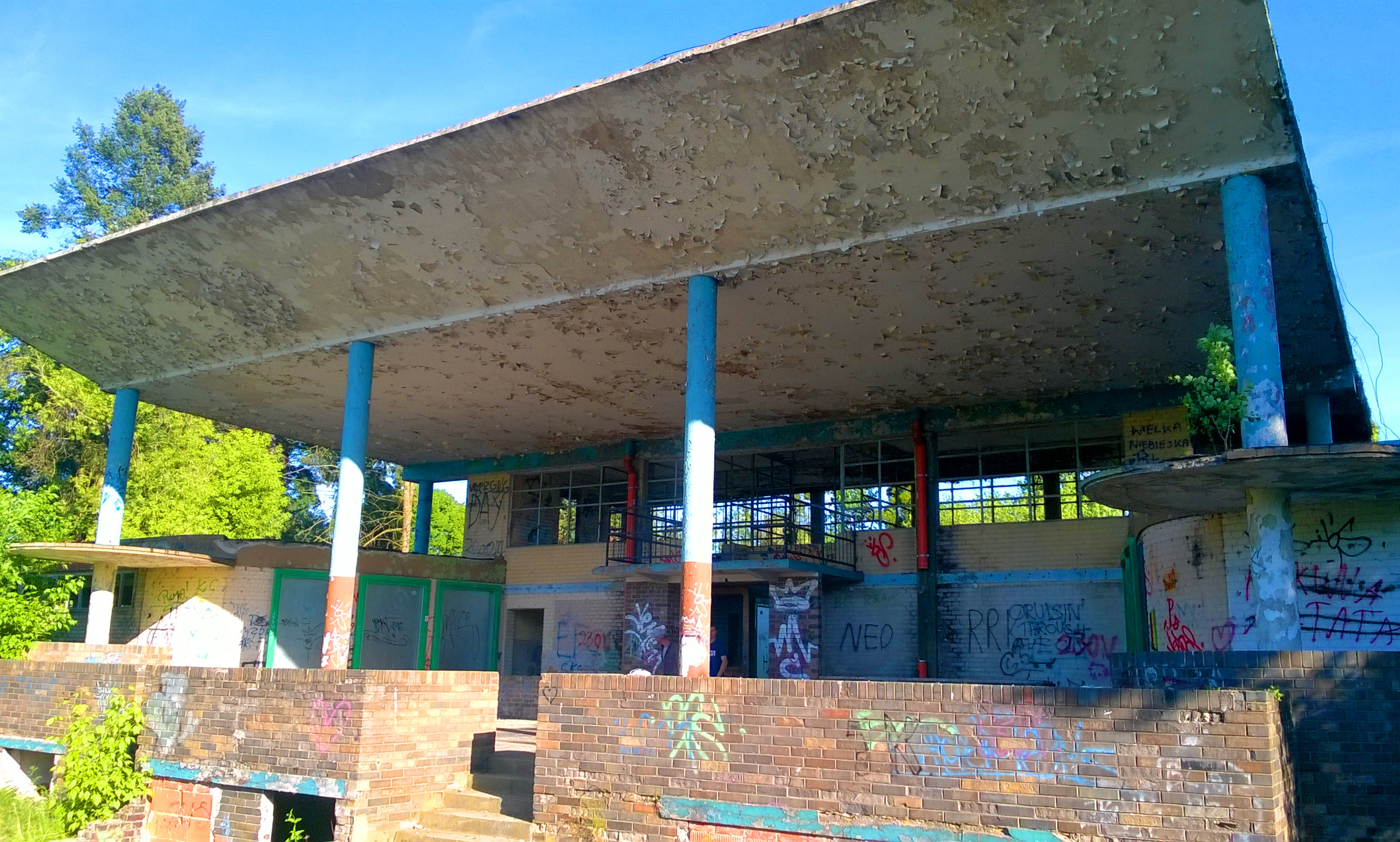
Nieczynny Basen termalno-solankowy w Ciechocinku

Aleksander Bronisław Szniolis (ur. 13 września 1891 w Wilnie, zm. 6 maja 1963 we Wrocławiu) – polski inżynier sanitarny, profesor Politechniki Wrocławskiej, kierownik Katedry Techniki Sanitarnej.

## Życiorys
Aleksander Szniolis ukończył szkołę średnią w Wilnie w 1911 r. W tym samym roku wstąpił do Instytutu Politechnicznego w Petersburgu i w 1917 r. uzyskał dyplom inżyniera I stopnia. Początkowo pracował w kolejnictwie, m.in. na stanowisku naczelnika Działu Wodnego w DOKP w Wilnie, a w 1924 r. rozpoczął pracę w dziedzinie inżynierii sanitarnej. Początkowo, był pracownikiem Państwowego Zakładu Higieny. W latach 1924–1926, jako stypendysta Funduszu Rockefellera, studiował w Stanach Zjednoczonych w Harvard University – Graduate School of Engineering. Po powrocie z USA rozpoczął pionierską pracę, organizując Oddział Inżynierii Sanitarnej w Państwowej Szkole Higieny (powołanej w 1922 r. przy Państwowym Zakładzie Higieny – PZH) i był jego kierownikiem w latach 1936–1944 r. Po Powstaniu Warszawskim w 1944 r. A. Szniolis został wywieziony do obozu pracy we Wrocławiu, gdzie po wyzwoleniu miasta w 1945 r. zorganizował filię Państwowego Zakładu Higieny, którą kierował do 1950 r. W latach 1950–1951 zorganizował Wydział Inżynierii Sanitarnej na Politechnice Wrocławskiej, był jego pierwszym dziekanem (1950–1951) oraz kierownikiem Katedry Technologii Wody i Ścieków.

## Osiągnięcia
Przed wojną, razem z Romualdem Guttem był autorem projektu pływalni solankowo-termalnej w Ciechocinku z 1932.
Przyczynił się wraz z innymi polskimi architektami do znacznego rozbudowania kurortu uzdrowiskowego w Druskienikach. Pozostawił po sobie duży dorobek w postaci ponad 60 prac naukowo-badawczych, publikacji i innych opracowań, nt. podstawowych zagadnień z zakresu inżynierii sanitarnej. Prof. A. Szniolis wykształcił i przygotował do pracy badawczej i zawodowej ponad 80 technologów wody i ścieków oraz wielu pracowników naukowych, którzy kontynuowali wytyczone przez niego kierunki (m.in. późniejsi profesorzy: Apolinary L. Kowal, Henryk Mańczak, Edward S. Kempa, Jerzy Kurbiel). Był też współorganizatorem Oddziału Dolnośląskiego Polskiego Zrzeszenia Gazowników, Wodociągowców i Techników Sanitarnych (PZGWTS – od 1957 r. PZITS) oraz członkiem Komitetu Redakcyjnego czasopisma Gaz, Woda i Technika Sanitarna. W latach 1957–1962 był organizatorem i opiekunem założonego przy Zarządzie Oddziału PZITS „Koła Naukowo- -Dyskusyjnego Inżynierów Technologii Wody i Ścieków.”
Pochowany na cmentarzu Św. Wawrzyńca.

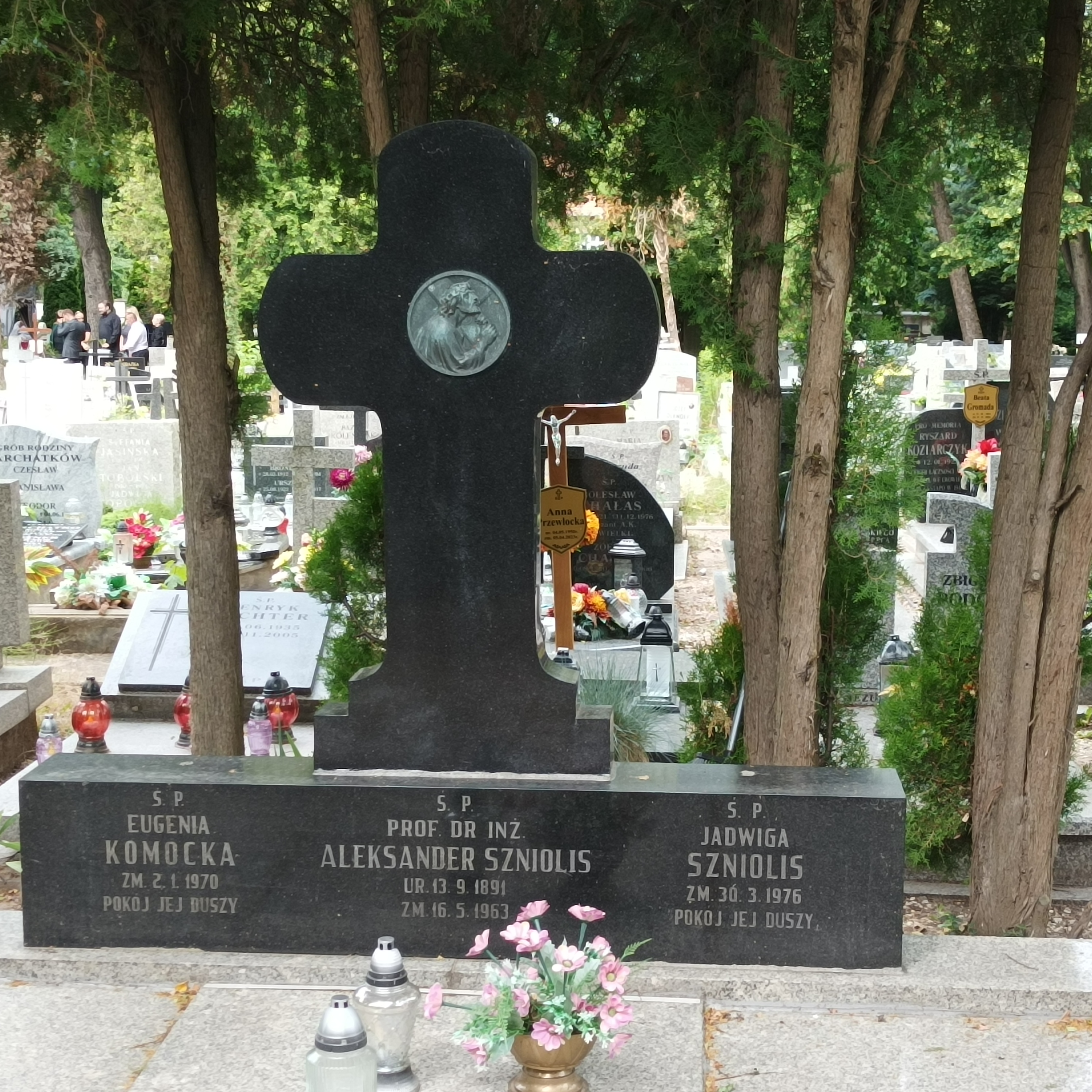
Grób prof. Aleksandra Szniolisa na Cmentarzu Świętego Warzyńca we Wrocławiu

## Publikacje
- A. Szniolis. Studnie i ich ochrona przed zanieczyszczeniami (1936)[4]
- J. Just, A. Szniolis. Germicidal properties of silver in water. Journal of American Water Works Association, 1936[5]
- A. Szniolis, H. Marcinkowska-Lapienska. The iodine content of Polish waters in connection with goiter. - Arch. Chem. Farm., 1935
- A. Szniolis. Control of typhoid fever in Poland. Polski tygodnik lekarski, 1947
- A. Szniolis. The fixed oxygen balance as basis for scientific planning to protect rivers against pollution. Z. Nauk. Pol. Wr. Wroclaw., Inzyn. sanit., I, 3-37(English …, 1960

## Odznaczenia
Za swoje liczne zasługi naukowe i organizacyjne został odznaczony wieloma odznaczeniami, m.in. Złotym Krzyżem Zasługi, Krzyżem Kawalerskim Orderu Odrodzenia Polski oraz Medalem X-lecia PRL. Jedna z ulic we Wrocławiu oraz główna sala wykładowa w gmachu Inżynierii Sanitarnej (D-2) Politechniki Wrocławskiej noszą jego imię.